# Гревениц, Павел Фёдорович
Павел Фёдорович Гревениц (17 (28) мая 1798, Санкт-Петербург — 10 (22) мая 1847, Санкт-Петербург) — барон, лицейский товарищ Пушкина. Ему посвящён «Mon portrait» (1814). Павел Гревениц занимал лицейскую комнату 16. Его соседями были Пётр Саврасов и Алексей Илличевский.

## Биография
Родился в семье действительного статского советника  Ф. К. Гревеница. Его братья: Александр Фёдорович (1806—1884) и Фёдор Фёдорович (1802—1859).
Учился в Царскосельской лицее вместе с Пушкиным. Егор Антонович Энгельгардт, директор лицея (с марта 1816) так описывал своего ученика Гревеница:

«При очень хорошем поведении и большом прилежании имеет также достаточные таланты. В своих мелких занятиях, например в своей любви к бабочкам, он проявляет большую любовь к порядку. Из-за его внешности в его нраве появилась довольно большая раздражительность, которая иногда переходит в некоторое упрямство и даже иногда проявляется в его отношениях с матерью».— Характеристики воспитанников лицея в записях Е. А. Энгельгардта
Окончив лицей и получив чин титулярного советника IX класса, Гревениц поступил вместе с П. М. Юдиным в Министерство иностранных дел. Служа вместе, они особенно сдружились. В переписке воспитанников лицея и Энгельгардта фамилии Гревеница и Юдина звучали только рядом; 19 октября 1836 года принял участие в 25-летии лицея (на Екатерининском канале, в бывшем Библейском доме возле Михайловского Дворца, на квартире Яковлева).
В Министерстве иностранных дел был старшим цензором при Департаменте внешних сношений, чиновником для особых поручений; с 14 апреля 1845 года — действительный статский советник.
Изучал ботанику, собирая в окрестностях Петербурга гербарии растений. Проявившееся у Гревеница ещё в Лицее увлечение ботаникой со временем превратилось в серьёзную научную работу. Он составил гербарий по флоре Санкт-Петербургской губернии. После его смерти, как сообщали современники, остались ценные гербарии, составленные из растений, собранных в окрестностях Петербурга, а также интереснейшие записи по ботанике.
Известно, что Гревениц писал стихотворения, но ни одно из них не попало в печать.
Корф характеризовал барона таким образом:

Человек с дарованиями, образованием и сведениями, но большой чудак, оригинал и нелюдим. Он с самого выпуска из лицея служит в канцелярии министерства иностранных дел, где дошел до чина ст. советника и до всех возможных орденов на шее, начиная от 3-го Владимира. Служба его ничтожна, и он гораздо более занимается ботаникою. Холост. 
Был похоронен на Волковском лютеранском кладбище; могила утрачена.